# Vida Fakin
Vida Fakin, rojena Lojk, slovenska akademska slikarka, * 6. april 1915, Ljubljana, † 10. junij 2001, Ljubljana.

## Življenje
Po maturi v Ljubljani je študirala germanistiko in hkrati štiri leta obiskovala šolo izraznega plesa Mete Vidmar. Nastopala je s samostojnimi plesnimi študijami in pisala plesne kritike. Leta 1941 se je poročila s pisateljem, pesnikom in dramatikom Igorjem Torkarjem. Leta 1943 se jima je rodila hčerka Mojca, kasneje poročena Šuklje. V letih 1944 in 1945 je obiskovala risarsko šolo Franca Goršeta v Ljubljani. Po 2. svetovni vojni se je odločila za študij slikarstva na novo ustanovljeni Akademiji upodabljajočih umetnosti (AUU) v Ljubljani (danes Akademija za likovno umetnost in oblikovanje v Ljubljani), kjer je leta 1949 diplomirala. Leta 1953 je opravila profesorski izpit za likovnega pedagoga in nato kot profesorica poučevala likovni pouk in umetnostno zgodovino. Kot članica Likovne komisije pri republiški Zvezi prijateljev mladine za estetsko vzgojo otrok, je s skupino izbranih likovnih pedagogov pri likovnem pouku posredovala otrokom in učiteljem najmodernejše metode likovne vzgoje od osnove šole do gimnazijskih razredov, kar je bilo pionirsko delo.

## Delo
Slikarkin likovni svet se vključuje v intimistični del slovenske umetnosti. V njenih podobah so nostalgična razpoloženja, posameznim stvaritvam je dala sanjski nadih. Svoje slikarstvo je že zgodaj zaznamovala z elementi surrealizma in fantastike.  
Njeni v zraku lebdeči, skrivnostni kozolci v kompozicijskem pogledu dosledno in prepričljivo odsevajo surrealistično videnje. Slikarka je ustvarila bogat umetniški opus, zrasel iz slovenskih korenin, ki prerašča meje domačijske miselnosti in se dotika eksistenčnih materialnih in duhovnih vprašanj širšega prostora. Njeno delo izraža dualizem, ki je dualizem sveta in človeka, dualizem sanjske lirike in grozeče katastrofe. V pejsažih, ki spominjajo na zamotane podobe iz sanj se soočata liričen, v mehko zaobljene holme položen domač svet in strašljivo tuja površina neznanih, neobljudenih planetov s kraterji in mrtvo luno ali redkeje brezdušnim temnim mestom. Med njima se s plahutajočimi krili spreletavajo kozolci, kot docela slikarkin simbol, ki nosi sporočilo o lebdeči, izginevajoči lepoti. Slikarkina dela so barvito izjemno kultivirana in bogato izpovedno sporočilna. Manj poznani so še slikarkini portreti in avtoportreti, ki kažejo izrazit dar za to zvrst likovnega izražanja. Svoja dela je predstavila na 12 samostojnih in 32 skupinskih razstavah.

## Cikli
Obraz večera 1965 - 66, Dve pokrajini 1972 – 89 in drugi.

## Nagrade
Leta 1983 je prejela Župančičevo nagrado.